# Complexe Mohamed Benjelloun
Le Complexe Mohamed Benjelloun (en arabe : مجمع محمد بنجلون), est le complexe sportif multisport officiel d'entrainement du Wydad Athletic Club.

## Historique
Ouvert officiellement en 1955, mais il n'était qu'un terrain simple jusqu'à 1979, an où il est devenu un complexe sportif grâce au père spirituel du WAC feu Abderrazak Mekouar, tout d'abord pour les différentes sports athlétiques du club, ainsi qu'aux compétitions sportives, spécialement pour organiser la 1re édition du Mini World Cup (Coupe du monde des différentes catégories), crée par monsieur feu Mekouar en partenariat avec les comités des différents clubs mondiaux. Ensuite, il portera le nom du fondateur et premier président du club feu haj Mohamed Benjelloun Touimi à l'occasion de l'ouverture de cette grande manifestation mondiale, juin 1980, le choix du nom n'est pas tombé du ciel puisque c'est le roi Hassan II qui a demandé ce nom, sachant qu'il fut le tout premier centre sportif appartenant à un club sportif au Maroc.
Il comprend le centre de formation du club, une salle de musculation, quatre terrains gazonées en plus d'un terrain de mini-foot, une salle de tennis de table, quatre tribunes (deux autour du terrain N°1 et une autour du terrain N°2) pouvant accueillir plus de 15 000 personnes, ainsi qu'une tribune autour du terrain de mini-foot qui peut accueillir 5 000 personnes. Plusieurs vestiaires sont mis à la disposition des différentes équipes du club, que ce soit l'équipe première ou bien les équipes des jeunes.
La vie au complexe Mohamed Benjelloun est centré spécialement autour des équipes de la catégorie féminine du WAC depuis 2024 après que le centre sportif Welness est devenu le centre sportif officiel des équipes de la catégorie des hommes, ainsi qu'aux équipes des différentes catégories de l'école de football qui accueille des centaines de jeunes chaque année sachant que les jeunes s'y entrainent aussi le jour et la nuit, ce complexe accueille aussi les équipes des différentes catégories des autres disciplines.
Le complexe a été complètement rénové durant l'été 2009, et depuis 2019 il a connu plusieurs aménagements.

## Matchs notables
En plus des matches des équipes des différents catégories du WAC aux compétitions locaux, le complexe a accueilli la "Mini World Cup", ainsi qu'aux plusieurs rencontres amicaux internationaux dont par exemple des matchs notables :
- 15 mars 2012 :  WAC (u21) 5-0  Osaka Tōin (u21)
  - Match amical

- 30 août 2012 :  WAC 3-2  USM Alger
  - Match amical

- 17 novembre 2014 :  WAC 0-0  ENO Maroc
  - Match amical

- 30 décembre 2024 :  WAC (u17) 2-2  Académie Soccer Lionceaux (u17)
  - Match amical